# 最终幻想 (游戏)
《最终幻想》（台港曾译为“太空战士”）是由坂口博信创作，史克威尔（现史克威尔艾尼克斯）开发，并于1987年在日本首发的奇幻电子角色扮演游戏。游戏是最终幻想系列的首作，故另有《Final Fantasy I》、《Final Fantasy 1》（簡稱FF1）的別稱。初版游戏于FC游戏机平台上市，之后又重制于数个主机平台，并经常和《最终幻想II》打包作为电子游戏合集发行。游戏故事讲述了四个称为光之战士的年轻人的故事，他们分别持有世界上四个被四元素恶魔黑暗化的元素水晶。他们一起旅行击败这些邪恶势力，让水晶重新放出光芒，并拯救世界。
因當時史克威尔面临破产，公司內原以为本作會是史克威尔的最后一款游戏。然而游戏获得了超乎預期的商业成功，并受到普遍好评，催生了许多成功的续作，形成现今的最终幻想系列。FC版本被认为是FC平台最成功、最有影响力的角色扮演游戏之一，在此类游戏的普及中扮演了重要作用。游戏的画面受到了好评，而批评声主要集中于玩家需要花费大量时间随机遇敌战斗来提升角色等级。截至2007年11月，《最终幻想》全平台的全球累计出貨量達213万份。

## 游戏玩法
《最终幻想》有四个基本游戏状态：世界地图、城镇与迷宫地图、战斗屏幕和菜单屏幕。世界地图是游戏虚构世界的缩小版，玩家直接操作角色到达各个不同的地方。在世界旅行的主要方式是行走，但玩家还可以操作船、独木舟和一个飞空艇移动。除了一些在预定地点设置的頭目战外，敌人都是在地图行走、乘船、独木舟或飞空艇移动时随机出现，玩家必须在战斗或逃跑中选择其一。
游戏剧情随着玩家到达城镇和迷宫而发展。一些城镇居民会提供有用的信息，还有一些则开商店售卖道具和装备。迷宫会在森林、洞窟、山脉、沼泽、地下水道和建筑中出现。迷宫中通常会有放置稀有道具的宝箱，这类道具一般不能在商店中买到。游戏菜单屏幕可让玩家记录其经验值和等级，选择角色使用的装备，或使用道具和魔法。角色最基本的属性是等级，其值为1到50之间，具体等级由角色获得的经验值决定。升级会增长角色的能力，如增大表示玩家剩余体力的体力值（HP）之上限；当角色HP将为0时表示死亡。角色赢得战斗后会获得经验值。

光之战士与地球恶魔巫妖战斗

《最终幻想》的战斗使用菜单制：玩家从选项菜单中选择战斗、魔法、道具等行动。战斗为回合制，直到一方逃跑或被击败为止。如果玩家队伍获胜将会得到金钱，每个角色都会得到经验经验；如果玩家逃跑则会回到地图屏幕；如果队伍全部角色死亡，游戏就会结束。《最终幻想》是首个在屏幕右侧显示玩家队伍，在左侧显示敌人队伍的游戏，这和第一人称游戏相对。
游戏从玩家选择四个角色组成队伍开始，而在游戏开始后所选的队伍将不能改变。每个角色都有其“职业”，或称角色属性，不同属性会导致角色先天与后天能力不同。游戏有六个职业可选：战士、盗贼、空手家、红魔法师、白魔法师、黑魔法师。随着游戏进行，玩家可以让每个角色“升级职业”；当升级后其角色图像也会成长，一些职业将可掌握之前不能使用的武器和习得的魔法。游戏中有多种提升角色战斗威力的武器、防具和道具，玩家可以购买或寻找到。每个角色都有8个储存栏位，其中四个用来放置武器，四个用来放置防具。每个角色职业都有其可用的武器和防具。一些武器和防具有魔法属性；如果在战斗中使用将会发动魔法。其他魔法武器可通过发动特定法术来提供保护效果。在商店中，角色可以购买在旅行时提供回复效果的道具。提供的道具包括治愈角色的药品，以及消除中毒、石化等不良状态的道具，帐篷和小屋可以在世界地图上回复玩家体力，并可让玩家选择是否存档；小屋还可以在存档前回复玩家魔法值。特殊道具可以在任务中获得。
魔法是游戏中常见的能力，一些角色职业可以使用魔法。魔法分为两类：一是用来防御和治疗的白魔法，二是用来降低能力和破坏的黑魔法。魔法从黑魔法和白魔法商店购得，并分配给可使用此种魔法的角色。每类法术分为1级到8级，每级各有四个黑魔法和白魔法。每个角色只能学习每级魔法中的三个。

## 剧情

### 设定
《最终幻想》设定于一个有三块大陆的奇幻世界。这个世界元素之力由四个元素水晶的状态决定，每个水晶支配地、水、火、风四元素中的一种。《最终幻想》的世界居住着多个种族，包括人类、侏儒、矮人、龙和机器人。多数非人类种族在游戏中只有一个“镇子”，虽然有时能在人类城镇或其他地方发现个别非人类。在游戏情节开始四百年前，人使用风之力制作了飞空艇和一个巨大的太空站，观者他们的国家随着风之水晶变暗而衰落。两百年后，飓风让以海洋文明为中心的神殿下沉了神殿，水之水晶变暗。地之水晶和火之水晶随后也变暗。一段时间后，贤者预言四位光之战士将拯救一度陷入黑暗的世界。

### 故事
游戏以游戏主角，四名年轻光之战士出现而开始，他们携带着一个暗化的水晶。在开始，光之战士来到了科利尼亚王宫和卡欧斯神殿遗迹。在从邪恶骑士加兰多手中救出科利尼亚公主后，科利尼亚国王建好了可以让光之战士通向东方布拉伯港口镇的桥。光之战士在布拉伯港口打败了海盗，解放了这个城镇，并得到了可由自己任意使用的船。之后战士们完成了一系列任务并来到了外海。
在来到几近废墟的默门多镇后，战士们击败了吸血鬼并得到了一颗宝石，并以此打开了通向贤者沙达洞窟的道路。从沙达处获得土杖后，战士们深入地之洞窟冒险，并击败了地之卡欧斯立奇。光之战士之后获得了独木舟，并到达格鲁格火山，击败了火之卡欧斯马利里斯。在从冰之洞窟拿到浮游石后，战士们得以乘坐飞空艇来到南大陆。在从试练之城拿到证明勇气的老鼠尾巴后，龙王巴哈姆特提升了战士的能力。战士们把妖精从妖精瓶中放出来后，拿到作为回报的空气之水，战士们得以击败在海底神殿水之卡欧斯克拉肯。在请学者乌尼解读一个刻有文字的石板后，战士們得知这是鲁非语。鲁非人给了战士们通向浮空城地亚马特的方法，战士们在这里击败风之卡欧斯地亚马特。随着四卡欧斯被击败，水晶恢复了光辉，卡欧斯神殿通向2000年前的入口开启。战士们在這裡发现了加兰多，原來加兰多被四大卡欧斯送到了过去，而加兰多又用这种方式将卡欧斯送到了未来，用這種方式形成永生的時間迴環。光之战士击败了混沌，继而打破了这种循环，返回了家乡。然而在循环终结后，光之战士改变的未来仍然是传说以外所未知的。

## 开发

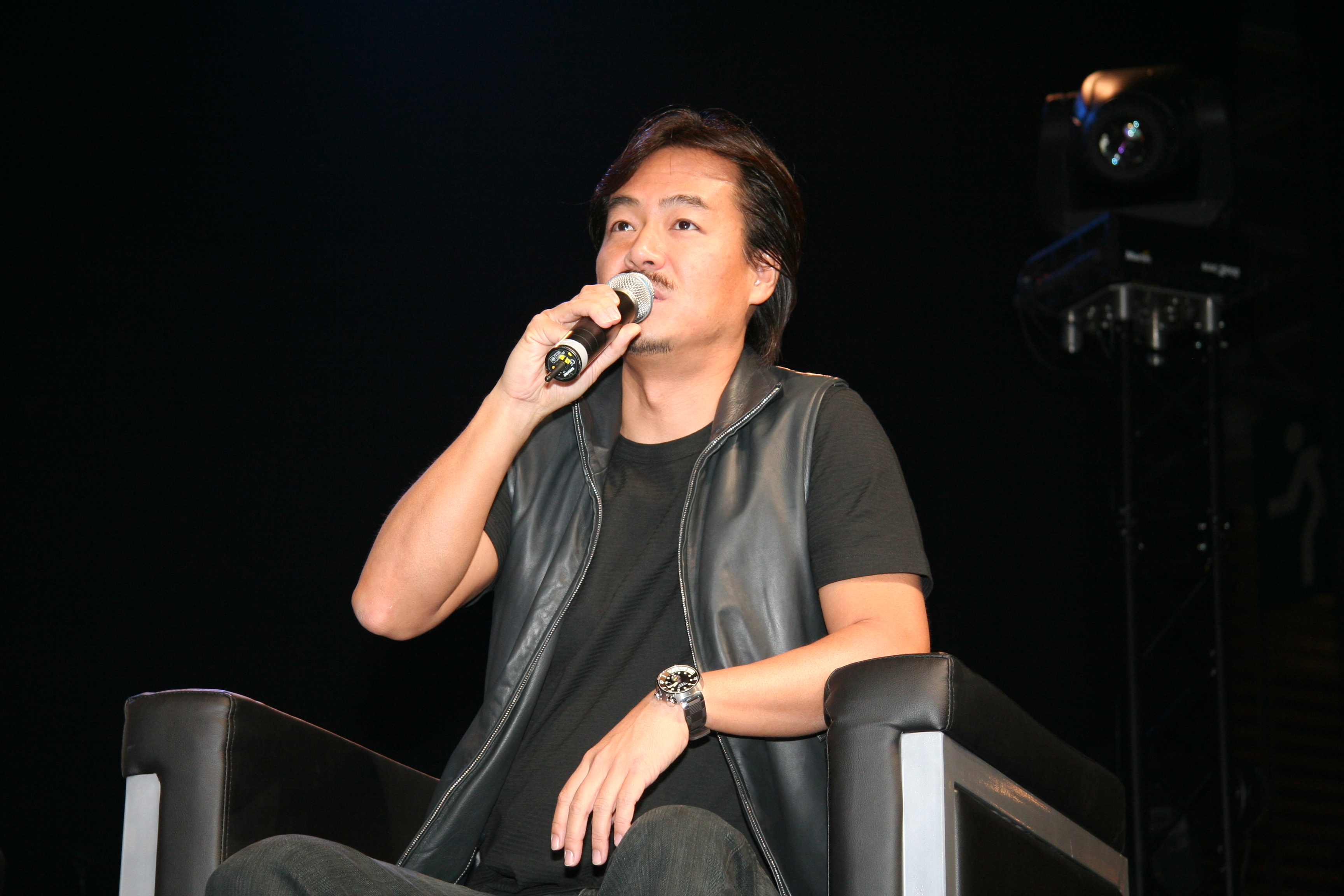
坂口博信曾认为《最终幻想》将会是他最后的游戏

坂口博信長久以來就打算做一部角色扮演游戏（RPG），但當時史克威尔公司认为这类游戏不会畅销而拒绝了请求。然而当RPG《勇者斗恶龙》在日本发行并获得巨大成功后，公司改变了对这类游戏的看法，并认可了坂口自《创世纪》和《巫术》得到灵感而醞釀的新作RPG企劃。一開始只有三位同事自願加入坂口的新作RPG團隊，儘管當時坂口所創作的遊戲皆不暢銷，但他在公司內行事一直太過強硬也是個問題。遊戲開發初時名為Fighting Fantasy，后来史克威尔面临破产，被认为是公司最后一部游戏的作品正式命名为“Final Fantasy”。坂口解释此名称来自其个人处境：如果游戏销量不佳，他将退出游戏界并回到大学取得學位。2015年，坂口透露名字的真正来源：团队需要一个缩写为“FF”的名字，一來可用字母表示，二來在日语里能以四音節發音。開發時曾名为，但此名稱已被一遊戲書系列使用，开发团队担忧在商标上會产生冲突，于是更名为。坂口称“遊戲推出当时的确是背水一战的态势。不过标题只要採用以‘F’字母开头的单字，其实用什么字都可以。”
《最终幻想》由史克威尔内部代號為“A-Team”的七名核心成员组成的团队开发。坂口说服同为游戏设计师的石井浩一和河津秋敏加入计划。河津主要负责战斗系统和序列，系统主要源于桌上游戏《龙与地下城》和RPG《巫术》。例如敌人对火或者冰等某些元素较弱这样的设计，在当时的日式RPG中是没有出现过。河津越来越喜欢西式RPG的各个方面，并决定将其吸纳到《最终幻想》中。他还提倡玩家在游戏开始时可以自由选择其队员的职业，他认为“RPG的乐趣从你创建一个角色时开始”。剧本由自由作家寺田宪史依照坂口的故事模式编写。石井构思的水晶对游戏设定产生了重大影响。他还建议由插画家天野喜孝设计角色，但坂口最初因从未听说过这名艺术家而拒绝。当坂口给石井展示了一些杂志剪报，并告诉他这是他想要的艺术风格后，石井回复称这些正是天野所作，天野因而参与了游戏制作。《最终幻想》的音乐由植松伸夫谱曲，这是他第16个谱曲的电子游戏。美籍伊朗程序师纳西尔·吉贝利受雇负责游戏代码。他最开始尝试全方面地了解游戏玩法，但很快坂口告知他只要負責將概念實做出來，如此坂口就不用向吉贝利详细解释全部内容。其中其他开发者还有图像设计涉谷员子，程序师吉井清在内与成田贤，以及调试员伊藤裕之。当计划开始展现希望时，设计师田中弘道和其“B-Team”协助了开发。因坂口的A-Team在開發前期不如公司中的其他團隊順利，相對得不到公司的重視與人力資源，這反而刺激了開發組員更賣力工作。
坂口给《Family Computer》杂志送出一份开发中的ROM，但杂志没有对其评论。然而电子游戏杂志《Fami通》对游戏进行了大量报道。游戏原本預定於日本出货20万份，但坂口请公司提高到40万份以求能發展续作，管理层選擇相信坂口並同意為遊戲付出更多的成本。1987年12月開賣後市場反應超過了坂口的預期，最初的FC版本在日本的出貨量達52萬份。继北美《勇者斗恶龙》本地化成功后，任天堂也将《最终幻想》翻译为英文，并于1990年在北美发行。北美版《最终幻想》获得了一定程度的成功，部分归因于任天堂對其積極的行銷策略。在2003年《Final Fantasy Origins》之前，《最终幻想》没有在PAL区发行。

## 版本与重制
《最终幻想》在不同平台上多次重制，并经常和《最终幻想II》打包发行于各种合辑中。所有的重制版都延用了同样的基本剧情与战斗机制，但在图像、声音和个别游戏元素上做了调整。
| 標題                 | 發行時間       | 區域           | 系統                             | 开发商           | 發行商                          | 注释                                                                           |
| -------------------- | -------------- | -------------- | -------------------------------- | ---------------- | ------------------------------- | ------------------------------------------------------------------------------ |
| 最终幻想             | 1987 1990      | 日本 北美      | FC遊戲機                         | 史克威爾         | 史克威爾                        | 原版                                                                           |
| 最终幻想             | 1989           | 日本           | MSX2                             | 史克威爾         | Microcabin                      | 略微更新畫面，強化音樂與聲音效果；載入時間增長                                 |
| 最终幻想I・II        | 1994           | 日本           | FC遊戲機                         | 史克威爾         | 史克威爾                        | 畫面小幅更新                                                                   |
| 最终幻想             | 2000           | 日本           | WonderSwan Color                 | 史克威爾         | 史克威爾                        | 戰鬥場面背景圖像重繪圖標                                                       |
| 最终幻想I·II高级套装 | 2002 2003      | 日本 北美 歐洲 | PlayStation                      | 东星软件         | Squaresoft                      | 全新，更細緻的畫面，混音曲目，全动态影像，美術畫廊，便箋記錄功能               |
| 最终幻想I·II Advance | 2004           | 日本 北美 歐洲 | Game Boy Advance                 | 东星软件         | 史克威爾艾尼克斯                | 四個追加迷宮，怪獸圖鑒，小調整                                                 |
| 最终幻想             | 2004 2006 2010 | 日本 北美      | 行動電話                         |                  | 史克威爾艾尼克斯 南夢宮萬代遊戲 | 優質的8位元圖像，但不如當時其它移植版的畫面質素                                |
| 最终幻想             | 2007 2008      | 日本 北美 歐洲 | PlayStation Portable             | 东星软件         | 史克威爾艾尼克斯                | 高解像度2D畫面，全动态影像，混音音樂 新迷宮，《Dawn of Souls》的附加迷宮與劇本 |
| 最终幻想             | 2009 2010      | 日本 北美 歐洲 | Wii Virtual Console              |                  | 史克威爾艾尼克斯                | FC版模拟器版本                                                                 |
| 最终幻想             | 2009 2012      | 日本 北美      | PlayStation Store PSOne Classics | 史克威爾         |                                 | PlayStation版本作为PSOne Classics发行                                          |
| 最终幻想             | 2010           | 全球           | iOS                              |                  | 史克威爾艾尼克斯                | 修改自PSP版本                                                                  |
| 最终幻想             | 2011           | 日本           | PlayStation Store 可下载PSP游戏  | 史克威爾艾尼克斯 |                                 | PlayStation Portable版本作为可下载PSP游戏发行                                  |
| 最终幻想             | 2012           | 全球           | Windows Phone                    |                  | 史克威爾艾尼克斯                | 修改自iOS版本                                                                  |
| 最终幻想             | 2012           | 全球           | Android                          | 史克威爾艾尼克斯 | 史克威爾艾尼克斯                | 修改自iOS版本                                                                  |
| 最终幻想             | 2013           | 日本           | 任天堂3DS Virtual Console        |                  | 史克威爾艾尼克斯                | FC版模拟器版本                                                                 |
| 最终幻想             | 2013           | 日本           | Wii U Virtual Console            |                  | 史克威爾艾尼克斯                | FC版模拟器版本                                                                 |
| 最终幻想             | 2015           | 日本           | 任天堂3DS                        |                  | 史克威爾艾尼克斯                | 修改自PSP版本，3D立体图形升级                                                  |

《最终幻想》首次重新发布于MSX2平台，其由Microcabin于1989年6月在日本发行。其占用的储存空间近FC版的三倍，但却出现了任天堂FC卡带版中没有的问题，如加载时间过长。然而该版本在图形方面略作修改，并改善了音乐和声音的效果。
在1994年，《最终幻想》和《最终幻想II》的合辑《最终幻想I·II》在FC游戏机平台发行。该版本在图形方面做了非常小的修改，且只在日本发行。
WonderSwan Color重制版于2000年12月9日在日本发行，并在图形方面做了许多新变更。游戏更新了FC原版的8位画面，战斗场景改为了全图像背景，同时重新绘制的角色与敌人的精灵图也更像超级任天堂版本最终幻想的游戏。
日本PlayStation上发行了《最终幻想》和《最终幻想II》各自的重制版以及一个合辑。合辑于2002年以“最终幻想I·II高级套装”（ファイナルファンタジーI・II プレミアムパッケージ）为名在日本发行，2003年以“最终幻想 起源”（Final Fantasy Origins）为名在欧洲和北美发行。该版本和WonderSwan Color重制版相近，但又做出了一些变更，包括使用了更精细的图像、混音背景音乐，加入了全动态影像、天野喜孝插图的美术画廊和备忘录保存功能。2012年12月18日，移植版作为《最终幻想 25周年纪念终极合集》的一部分再次发行。
和《最终幻想I·II高级套装》类似，系列前两部游戏的Game Boy Advance移植版《最终幻想I·II Advance》于2004年发行，美版名称为“最终幻想I&II：魂之黎明”（Final Fantasy I & II: Dawn of Souls）。《Advance》版增加了多个新元素，包括四个附加迷宫，更新的怪兽图鉴和少量修改。
史克威尔艾尼克斯于2004年在两个日本移动电话网络发行了《最终幻想》；NTT DoCoMo FOMA 900i系列于3月以《最终幻想i》为题发行，随后的CDMA 1X WIN兼容电话版于8月发行。另一个名称版本，SoftBank Yahoo! Keitai电话版与2006年7月3日发行。游戏在图像方面胜于原版8位游戏，但较多数家用机与掌上机移植版则不足。
史克威尔艾尼克斯计划于2006年在北美发行手机版，但其于2010年才和南梦宫合作发行。其维持了FC原版游戏的难度和MP系统。图形、魔法名称、怪兽名称、头目、道具和区域则采用了Game Boy Advance / Wonderswan Color版。游戏数据储存方式和FC版相同。然而游戏使用了三个存档位外加一个“临时存档”选项。
在最终幻想20周年之际，史克威尔艾尼克斯将《最终幻想》和《最终幻想II》重制到PlayStation Portable平台。游戏于2007年在日本和北美发售，2008年在PAL区发售。PlayStation Portable版本使用了高解像度的2D画面，全动作视频战斗序列、混音背景音乐，并加入了《Dawn of Souls》中的附加迷宫以及另一个新迷宫。除了新迷宫外，游戏画面图像和《Advance》相同。
史克威尔艾尼克斯于2009年5月26日在日本Wii Virtual Console服务上发行了FC原版游戏，北美版于2009年10月5日发行，并于2010年5月7日引入欧洲。
2010年2月25日，史克威尔艾尼克斯在全球iOS平台发行《最终幻想》，其改编自PSP移植版并加入了触控。2012年6月13日，史克威尔艾尼克斯发行了Windows Phone版，其改编自iOS版本。2012年7月27日，史克威尔艾尼克斯发行了Android移植版，其同样改编自iOS版。

## 評價
| 汇总媒体     | 得分                             |
| ------------ | -------------------------------- |
| GameRankings | NES: 79% PSP: 67.93% iOS: 77.12% |
| Metacritic   | PSP: 67/100 iOS: 74/100          |

| 媒体         | 得分                                       |
| ------------ | ------------------------------------------ |
| AllGame      | NES: · Mobile:                             |
| GameSpot     | PSP: 6.5/10                                |
| IGN          | WonderSwan: 8.6/10 PSP: 6.9/10 iOS: 7 / 10 |
| Fami通       | NES: 34/40 WonderSwan: 30/40               |
| GamePlay RPG | WonderSwan: 96%                            |

《最终幻想》获得了媒体的好评和商业成功；最初的FC版在日本的出貨量達52万份。截至2003年3月31日，游戏全版本的全球出货量達199万份，其中日本121万份，日本以外78万份。而之後上市的PSP版，截至2007年11月19日出货量達14万份。在2006年3月日本《Fami通》举办的读者票选百大游戏名单中，《最终幻想》排名第63位。GameFAQs用户在2005制作了一份类似名单，《最终幻想》排名第76位。游戏在《任天堂力量》举办的全任天堂主机200佳游戏中，游戏排名第49位。在2008年8月，《任天堂力量》将游戏列为第19佳FC游戏，称赞其和《勇者斗恶龙》创立了游戏机角色扮演游戏的基础，并以其史诗般剧情、升级、随机战和角色职业为例援引。IGN编辑将《最终幻想》列为第11佳游戏机游戏，称游戏职业系统变化多样，并称赞其以交通工具穿行世界的手段。
《最终幻想》是最具影响力的早期游戏机角色扮演游戏之一，并在此类游戏创立与普及中扮演重要角色。IGN的馬特·卡薩馬西納（称，《最终幻想》的情节比初代《勇者斗恶龙》更深更迷人。现代评论通常称游戏以当今眼光看来节奏不佳，游戏太多时间用来故意打随机战获得经验和金钱，而非探索与解谜。其他评论认为等级建设与一些探索是游戏最有趣的部分。《Fami通》最早在1987年称初代《最终幻想》是众多《勇者斗恶龙》模式模仿品之一。游戏被认为是系列中最微弱且最难的一作。
后来的《最终幻想》版本多获媒体喜爱。IGN的皮尔·施耐德（Peer Schneider）喜欢WonderSwan Color版本，并称赞其改进的画面，其中特别是环境、角色与怪兽图像。《Fami通》给该版本打了30/40分。《最终幻想I·II高级套装》通常获得好评；《GamePro》称音乐“奇幻”，图像“恰到好处的优雅复古”。对《最终幻想I·II Advance》通常获得正面评价，IGN的杰里米·邓纳姆（Jeremy Dunham）特别称赞了改进的英文翻译，称其胜于之前任何游戏版本。PlayStation Portable版本在评论上并未像之前版本那样成功；GameSpot的Kevin VanOrd引以了大幅改进的视觉效果，但称新增的随机战敌人和改进的画面并无太多附加价值。《Advance》包排在《任天堂力量》200佳游戏名单的第76位。

## 影响
游戏原声专辑也和《最终幻想II》的配乐于1989年一同发行。一些游戏曲目成为最终幻想系列的基本要素，包括标题界面用琶音演奏的《Prelude》；在游戏开头过桥时播放的背景音乐，后来成为最终幻想主题曲的《Opening Theme》；以及队伍每场战斗胜利后播放的《Victory Fanfare》。战斗前奏乐也在系列中利用了多次。在角色首次通过科利尼亚桥时播放的的主题音乐成为了系列主题曲，并在除《最终幻想XIII》外的大多数最终幻想游戏中出现。《最终幻想》还改编为电子游戏主题卡通连续剧《N队长：游戏高手》（Captain N: The Game Master）的最后一集。由布莱恩·克莱文杰（Brian Clevinger）创作，以精灵图为基础的网络漫画8位剧场模仿了游戏，并从2001年3月开始在游戏社群非常流行。
游戏在PlayStation Portable衍生出两个直系跨界前传：《最终幻想 纷争》和《最终幻想 纷争012》。改编自天野喜孝所设计主角的光之战士和加兰多分别为《最终幻想》的英雄和反派。光之战士日版由关俊彦配音，加兰多由内海贤二配音，美版两人均由克里斯托弗·沙巴特（Christopher Sabat）配音。两个游戏都将《最终幻想》的背景信息加入了游戏。举例而言，《最终幻想 纷争012》中将《最终幻想》的世界命名为“世界A”，以此区别《纷争》的世界B。

## 外部連結
- FC游戏机版官方页面 （日語）